# 슬랍스크

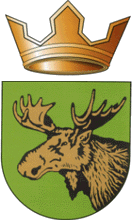
시 문장

슬랍스크(러시아어: Славск, 독일어: Heinrichswalde, 리투아니아어: Gastos, 폴란드어: Jędrzychowo)는 러시아 칼리닌그라드주 북부에 위치한 도시로, 인구는 5,172명(2002년 기준)이다.
1945년까지 독일 동프로이센에 속해 있었고 당시에는 하인리히슈발데(Heinrichswalde)라는 이름으로 불렀다.